# András Zsinka
András Zsinka (Hungría, 19 de octubre de 1947-8 de abril de 2023) fue un atleta húngaro especializado en la prueba de 800 m, en la que consiguió ser subcampeón europeo en pista cubierta en 1974.

## Carrera deportiva
Participó en los Juegos Olímpicos de Múnich 1972 donde fue eliminado en la primera ronda luego de terminar en sexto lugar del tercer hit solo superando a Daniel Andrade de Senegal.
En el Campeonato Europeo de Atletismo en Pista Cubierta de 1974 ganó la medalla de plata en los 800 m, con un tiempo de 1:48.50 seg, llegando a meta tras el yugoslavo Luciano Sušanj y por delante del checoslovaco Jozef Plachý.